# Xerraire de Wood
El xerraire de Wood (Pterorhinus woodi) és un ocell de la família dels leiotríquids (Leiothrichidae).

## Hàbitat i distribució
Habita boscos de muntanya d'Assam sud-oriental, al sud-est de l'Índia, i oest de Myanmar